# Bliss (Vanessa Paradis)
Bliss è il terzo album in studio (il quarto in totale) della cantante e attrice francese Vanessa Paradis, pubblicato nel 2000.

## Tracce
1. L' Eau et le Vin (Alain Bashung, Didier Golemanas, Richard Mortier) - 4:36
2. Commando (Golemanas, Franck Langolff) - 3:41
3. When I Say (Matthieu Chedid, Vanessa Paradis) - 4:00
4. Pourtant (Chedid, Franck Monnet) - 3:37
5. Que fait la vie? (Golemanas, Paradis) - 4:19
6. Les Acrobates (Monnet, Paradis) - 3:42
7. La La La Song (Gerry DeVeaux, Paradis) - 4:25
8. L'Air du temps (Chedid, Paradis) - 4:17
9. St. Germain (Johnny Depp, Paradis) - 2:36
10. Dans mon café (Golemanas, Langolff) - 4:31
11. Firmaman (Paradis) - 4:40
12. La Ballade de Lily Rose (Paradis) - 2:31
13. Bliss (Depp, Paradis) - 4:17

## Classifiche
| Classifica (2000) | Posizione raggiunta |
| ----------------- | ------------------- |
| Francia           | 1                   |